# مناورات ولاء وفداء
مناورات ولاء وفداء أو (بالإنجليزية: Loyalty & Redemption Maneuvers)‏ هي مناورات عسكرية يجريها الحرس الوطني السعودي.

## المناورات المنفذة
- ولاء وفداء 2 : اختتمت فعاليات المناورة في 25 ديسمبر 2011.[3]
- ولاء وفداء 4 : أقيمت فعاليات المناورة في 30 ديسمبر 2013.[4][5]